# ひるどき四国
『ひるどき四国』（ひるどきしこく）は、NHK松山放送局で四国地方向けに2020年3月30日から2025年3月14日まで放送していた地域情報番組である。

## 概要
2020年3月13日まで放送されていた『四国 おひるのクローバー』を短縮、リニューアルした。
金曜日は各県、別タイトルで県域放送をしていたが、2022年3月11日をもって高知を除き愛媛・香川・徳島ではこれを終了し、2022年度からは金曜も松山発となる。高知のみ金曜の『ひるどき高知』を継続する。
番組自体は12:00までだがEPGなどの番組表上11:54 - 12:00は『おひるのクローバー』時代から続いて『気象情報』扱いとなる。
2025年3月17日の放送をもって番組終了となるはずだったが、当日急遽国会中継が編成されたため14日の放送が最後となった。
後任の番組は編成されず、東京発のミニ番組の編成となるため(金曜の高知局除く)、長らく続いた昼前の情報番組は廃止となる。

## 放送時間
- 平日11:45 - 12:00（11:54 - 11:57は東京から全国の気象情報を同時ネット）
  - 祝日・年末年始と重なる場合および国会・高校野球等中継がある場合は休止。金曜日にひるどき高知を放送している高知放送局は全国の気象情報後当番組に飛び乗りする。
  - 毎月1日（1月の場合は、1日ではなく4日）と重なる場合は、緊急警報放送の試験信号を送出するため、1分短縮し11:59までとなる。

## 出演者
- ひるどき四国
  - 國武唯奈
  - 井本千晶

両名が隔週で担当。
- ひるどき高知
  - 蟹江実来

気象予報士
| 月曜日   | 火曜日   | 水曜日   | 木曜日   | 金曜日   |
| -------- | -------- | -------- | -------- | -------- |
| 岡田桃子 | 岩堀祐斗 | 岩堀祐斗 | 岡田桃子 | 岡田桃子 |

## 過去の出演者
ひるどき四国/ひるどき愛媛
- 近江由佳
- 屋野愛音

ひるどき高知
- 露口奈々
- 矢島夏

ひるどき徳島
- 及川凜華

ひるどき香川
- 上原あずみ

気象予報士（松山局）
- 野口琢矢
- 関まどか（月曜日、木曜日、金曜日）
- 田中勇作（火曜日、水曜日）